# Alan McDonald
Pour les articles homonymes, voir MacDonald.
Alan McDonald, né le 12 octobre 1963 à Belfast et mort le 23 juin 2012 à Lisburn, Irlande du Nord, est un footballeur international nord-irlandais reconverti entraîneur.
Il participe à la Coupe du monde 1986 au Mexique. Il est célèbre pour ses 16 saisons à QPR où il forme une charnière en défense centrale célèbre et redoutée avec Danny Maddix. Il est, en 2008, élu membre de l'équipe All-time XI de QPR.

## Palmarès d'entraîneur
- Championnat d'Irlande du Nord en 2009.